# Синклер, Джеймс (политик)
Джеймс Синклер (англ. James Sinclair; 26 мая 1908, Банф, Banff — 7 февраля 1984, Вест-Ванкувер, Британская Колумбия) — канадский политик, член палаты общин Канады от Либеральной партии. Дед Джастина Трюдо.

## Биография

### Ранние годы
Родился 26 мая 1908 года в общине Грандж, округа Мори, Шотландия. Родители — Джеймс Джордж Синклер (9 марта 1879, Уик — 18 марта 1962, Ванкувер) и Бетси Росс (12 декабря 1878, Эвантон — 18 сентября 1959, Ванкувер). В 1911 году вместе с семьёй переехал в Ванкувер, куда за год до этого эмигрировал его отец. Там Джеймс-старший стал одним из основателей Ванкуверской технической средней школы, а затем был её директором в 1930—1944 годах.
Синклер изучал инженерию в университете Британской Колумбии. В 1928 году получил стипендию Родса для изучения математики в Сент-Джонс колледже. Также изучал математическую физику в Принстонском университете.
В годы Второй Мировой войны служил в королевских военно-воздушных силах Канады в Северной Африке, Мальте и Сицилии.

### Карьера
В 1940 году он впервые был избран в палату общин Канады от северного Ванкувера и был переизбран в 1945. В 1949, 1953 и 1957 годах избирался в палату общин от округа Коаст—Капилано. С 1949 по 1952 год был парламентским ассистентом министра финансов. С 1952 по 1957 год занимал должность министра рыбного хозяйства и океанов Канады. Потерял место в парламенте в 1958 году, проиграв в ходе федеральных выборов кандидату от прогрессивной партии Уильяму Пейну.
С 1958 по 1960 год был президентом рыболовной ассоциации Британской Колумбии. С 1960 по 1970 года был президентом компании Lafarge в Северной Америке. Также был директором банка Монреаля и Canadian Industries limited.
Скончался в 1984 году от инфаркта миокарда.
В его честь назван торговый центр Sinclair Centre в Ванкувере.

## Личная жизнь
Женился 2 ноября 1940 года на Дорис Кэтлин Бернард (11 февраля 1920, Пентиктон, Британская Колумбия — 29 марта 2012, Саанич). Его супруга была потомком первого губернатора Сингапура Уильяма Фаркуара и первого шефа полиции Сингапура Фрэнсиса Джеймса Бернарда. У них родилось 5 дочерей. Четвёртая дочь — Маргарет Трюдо (р. 1948) была замужем за Премьер-министром Канады Пьером Эллиотом Трюдо, от которого родила троих сыновей, включая будущего премьер-министра Джастина Трюдо.